# Guerre d'indépendance irlandaise
La guerre d'indépendance irlandaise (irlandais : Cogadh na Saoirse), guerre anglo-irlandaise ou Tan War désigne la campagne de guérilla que mena l'Armée républicaine irlandaise (IRA) contre la Police royale irlandaise (RIC), l'armée britannique et les Black and Tans en Irlande, de janvier 1919 à juillet 1921.
Le conflit commença après la déclaration d'indépendance de la République irlandaise. Les deux camps acceptèrent un cessez-le-feu en juillet 1921, qui aboutit au traité anglo-irlandais de décembre 1921. Cet accord mit fin à la domination britannique sur la plus grande partie de l'île d'Irlande et conduisit à l'indépendance de l'Irlande du Sud et à la partition de l'île. Après une période de transition de dix mois supervisée par un gouvernement provisoire, l'État libre d'Irlande fut établi, correspondant à 26 comtés, tandis que six comtés au nord (en Ulster) choisirent de rester au sein du Royaume-Uni en tant qu'Irlande du Nord avec leur propre parlement. Après le cessez-le-feu, les violences politiques et religieuses (entre républicains et loyalistes, et entre catholiques et protestants) continuèrent en Irlande du Nord tandis que l'État libre d'Irlande plongeait dans une guerre civile entre les partisans et les opposants du traité anglo-irlandais.

## Origines

### La crise duHome Rule
Depuis les années 1880, les nationalistes irlandais de l'Irish Parliamentary Party (IPP) demandaient la Home Rule, c'est-à-dire l'autonomie vis-à-vis du Royaume-Uni. Certaines organisations comme le Sinn Féin d'Arthur Griffith réclamaient plus d'indépendance que l'IPP mais seule une minorité souhaitait l'indépendance complète de l'Irlande. Arthur Griffith détestait la domination anglaise mais n'était pas aussi idéologiquement engagé en faveur d'une République irlandaise totalement indépendante de la couronne que certains de ses co-membres du parti.
Le Home Rule fut finalement accordée par le gouvernement britannique en 1912, ce qui déclencha une crise politique prolongée au sein du Royaume-Uni car les unionistes d'Ulster formèrent une organisation armée appelée Ulster Volunteers en résistance à cette mesure de dévolution. En réponse, les nationalistes formèrent leur propre organisation militaire, les Irish Volunteers.
Cependant l'application de la Home Rule fut repoussée par le déclenchement de la Première Guerre mondiale en août 1914. La majorité des nationalistes suivirent l'appel des dirigeants de l'IPP et de John Redmond à se rallier à l'effort de guerre allié. Plusieurs régiments irlandais furent formés au sein de la British Army. L'objectif final était d'assurer la mise en place de la Home Rule après la guerre. Cependant, une minorité significative des Irish Volunteers était opposée à l'implication irlandaise dans la guerre. Le mouvement des Volunteers se divisa entre une majorité qui forma les National Volunteers (en) de John Redmond et une minorité menée par Eoin Mac Néill qui assurait que l'organisation resterait en place jusqu'à l'application de la Home Rule. Au sein de ce mouvement, une nouvelle faction menée par l'Irish Republican Brotherhood séparatiste se préparait à se soulever contre la domination britannique en Irlande.

### Easter Rising

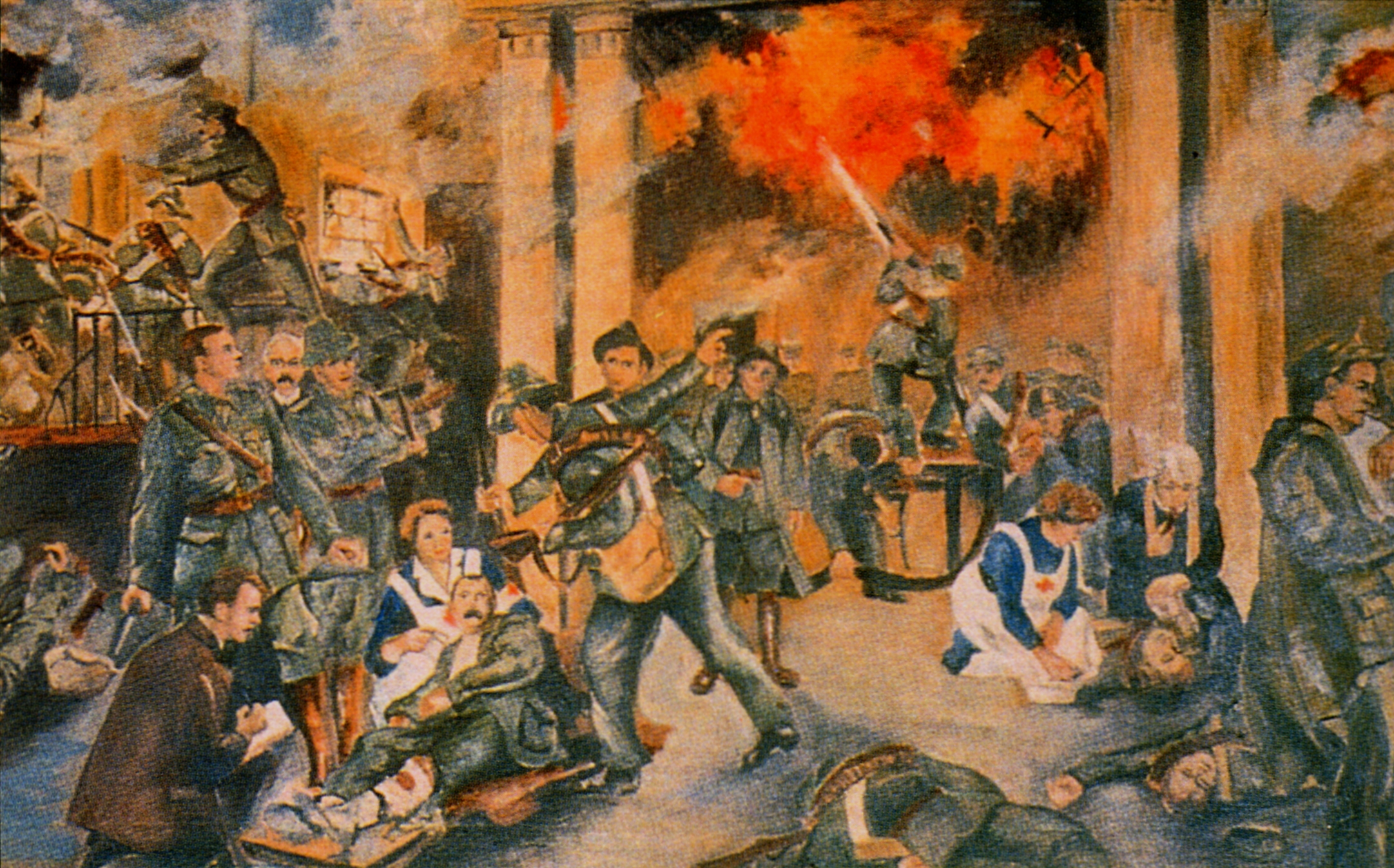
Naissance de la République irlandaise, peinture de Walter Paget.

Au cours de l'Insurrection de Pâques 1916, les Volunteers déclenchèrent une insurrection dont l'objectif était de mettre un terme à la domination britannique et d'établir une République irlandaise. Le soulèvement, au cours duquel 400 personnes perdirent la vie, fut limité à Dublin exclusivement et fut écrasé en moins d'une semaine mais la réponse britannique, exécuter les meneurs de l'insurrection et arrêter des milliers d'activistes nationalistes, galvanisa le soutien aux séparatistes du Sinn Féin, à qui l'on a faussement attribué les mérites du soulèvement. Selon le Republican Sinn Féin, « les exécutions de 1916 firent rapidement basculer l'opinion publique en faveur des idéaux et des objectifs de ceux qui avaient participé et mené la révolte : Mettre fin à la domination britannique et établir une république d'Irlande libre et indépendante ».
À partir de ce moment, le soutien à l'effort de guerre britannique s'effondra. Outre les exécutions, l'opinion publique était choquée et outragée par certaines actions des troupes britanniques comme le meurtre de l'écrivain nationaliste Francis Sheehy-Skeffington (en) et par l'application de la loi martiale.
La période entre l'insurrection de 1916 et le déclenchement de la guerre d'indépendance en 1919 fut donc marquée par une augmentation des tensions. Thomas Ashe, l'un des meneurs des Volunteers emprisonné pour son rôle dans le soulèvement de 1916 mourut lors d'une grève de la faim en 1917.
L'année 1918 vit encore le rejet de la politique britannique s'accroitre. En effet, en réponse à la crise militaire causée par l'offensive de printemps allemande en avril 1918, les Britanniques tentèrent d'introduire la conscription en Irlande. Cela aggrava encore les sentiments anti-britanniques de la population et entraîna d'importantes manifestations. Au cours de celles-ci, six civils furent tués lors d'affrontements avec l'armée britannique et plus de 1 000 personnes furent arrêtées.
En novembre, le Jour de l'Armistice fut marqué par de violentes émeutes à Dublin au cours desquelles 100 soldats britanniques furent blessés.
Il y eut également des attaques de casernes menées par les Volunteers pour obtenir des armes. Il n'y avait cependant pas de campagne armée organisée contre la présence britannique en Irlande.
Pour les républicains irlandais, la guerre d'indépendance avait commencé avec la proclamation de la république d'Irlande lors de l'Insurrection de Pâques 1916. Les républicains avancèrent donc que le conflit de 1919-1921 (et la guerre civile qui suivit) était la défense de cette République contre les tentatives de la détruire.

### Le premierDáil

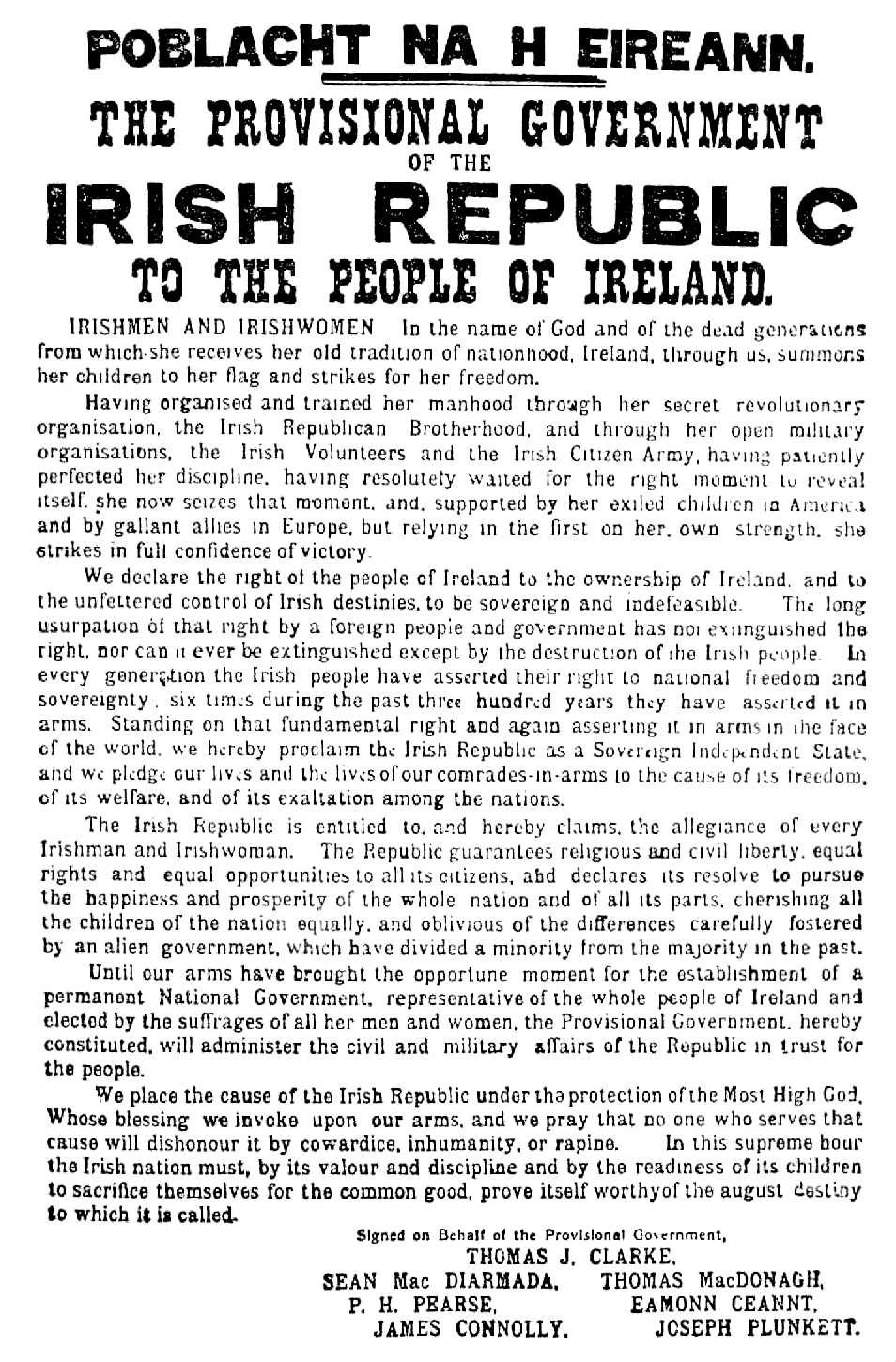
Proclamation de la République Irlandaise lue par Patrick Pearse devant la Poste centrale de Dublin lors de l'Insurrection de Pâques 1916

Au cours des élections générales de 1918, les électeurs irlandais montrèrent leur désapprobation de la politique britannique en offrant 70 % des sièges irlandais (73 sur 105) au Sinn Féin. Le Sinn Féin remporta 91 % des sièges à l'extérieur de l'Ulster mais était en minorité en Ulster face aux unionistes (souhaitant rester au sein du Royaume-Uni). Le Sinn Féin décida de ne pas siéger au parlement britannique à Westminster mais à un parlement irlandais. Ce parlement, appelé First Dáil et ses ministères, l'Aireacht n'était composé que par des membres du Sinn Féin et s'établit à la Mansion House de Dublin le 21 janvier 1919. Le Dáil réaffirma la déclaration de 1916 avec la Déclaration d'indépendance de l'Irlande et annonça qu'il « existait un état de guerre entre l'Irlande et l'Angleterre ». Les Irish Volunteers se reconstituèrent sous la forme de l'Irish Republican Army ou IRA. L'IRA était perçue par certains membres du Dáil Éireann comme ayant le droit de mener la guerre contre l'administration britannique basée au Château de Dublin.
En février 1919, le Dáil envoie deux délégués à Paris pour porter les revendications de l'Irlande à la conférence de paix de Versailles mais Clemenceau refuse de les y admettre pour ne pas froisser son allié britannique, et il fait preuve d'un certain mépris à leur égard.

## Événements militaires et politiques

### Début des hostilités
S'il n'est pas certain au début de l'année 1919 que le Dáil avait l'intention d'obtenir l'indépendance par des moyens militaires et si la guerre n'était pas explicitement mentionnée dans le manifeste du Sinn Féin,, un incident eut lieu le 21 janvier 1919, le jour même où le Dáil se rassemblait pour la première fois.
Le 21 janvier 1919 à Soloheadbeg, dans la banlieue de Tipperary, plusieurs membres de l'IRA menés par Seán Treacy, Seamus Robinson, Sean Hogan et Dan Breen abattirent deux officiers de la police royale irlandaise, James McDonnell et Patrick O'Connell qui escortaient un transport d'explosifs. « Nous avons choisi d'agir délibérément après en avoir longuement discuté entre nous. Treacy en était arrivé à la conclusion que le seul moyen de déclencher une guerre était de tuer quelqu'un et nous voulions déclencher une guerre donc nous avons décidé d'abattre des policiers qui nous semblaient appartenir à la plus importante branche des forces ennemies. Notre seul regret à la suite de l'embuscade était qu'il n'y avait que deux policiers au lieu des six auxquels nous nous attendions ».
Cette action est considérée comme le déclencheur de la guerre d'indépendance,,,. Deux jours plus tard, South Tipperary est déclaré Zone Militaire Spéciale sous l'égide du Defence of the Realm Act (Loi sur la défense du Royaume),. La guerre ne fut pas formellement déclarée par le Dáil avant plusieurs mois, mais le 10 avril 1919, il annonça que : « En ce qui concerne les prisonniers républicains, nous devons toujours nous rappeler que ce pays est en guerre avec l'Angleterre et nous devons les considérer comme des victimes nécessaires de ce grand combat ». Le 11 mars, le président du Dáil Éireann, Éamon de Valera, accepta formellement l'existence d'un « état de guerre avec l'Angleterre »,.

### Extension des violences
Les Volunteers commencèrent à attaquer les bâtiments du gouvernement britannique, à mener des raids pour des armes et de l'argent et à abattre des membres influents de l'administration britannique. Le premier d'entre eux fut le magistrat John C. Milling abattu à Westport, pour avoir envoyé des Volunteers en prison pour rassemblement non autorisé et entraînement. Les rebelles imitaient les tactiques utilisées par les Boers d'Afrique du Sud lors de leur soulèvement contre les britanniques au début du siècle : des attaques rapides et menées en vêtements civils. Si certains dirigeants républicains comme Éamon de Valera privilégiaient une lutte conventionnelle afin de légitimer la nouvelle république aux yeux du monde, Michael Collins et une large majorité de l'IRA s'opposa à ces tactiques qu'ils considéraient être responsables de la débâcle de 1916. D'autres comme Arthur Griffith préféraient une campagne de désobéissance civile à la place d'une lutte armée. La violence était effectivement impopulaire parmi la population mais la violente réaction britannique la rendit plus acceptable.

Durant la première phase du conflit, approximativement de 1919 au milieu de 1920, il y eut relativement peu de violences. La plus grande partie de la campagne nationaliste impliquait la mobilisation populaire et la création d'un « État dans l'État » républicain en opposition au pouvoir britannique. Le journaliste britannique Robert Lynd écrivit dans le Daily News de juillet 1920 : 

« Jusqu'à présent, en ce qui concerne la majorité de la population, la politique est moins active que passive. Leur politique n'est pas tant d'attaquer le gouvernement que de l'ignorer et d'en bâtir un nouveau à ses côtés. »

### Harcèlement de la Police royale irlandaise (RIC)
La cible principale de l'IRA tout au long du conflit était la force de police irlandaise à majorité protestante, la Royal Irish Constabulary (RIC), qui était les yeux et les oreilles du gouvernement britannique en Irlande. Ses membres et les casernes (en particulier les plus isolées) étaient vulnérables et possédaient de précieuses armes. La RIC comptait 9 700 hommes stationnés dans 1 500 casernes dans toute l'Irlande.
Une politique d'ostracisme des hommes de la RIC fut annoncée par le Dáil le 11 avril 1919. Cela démoralisa ces unités qui étaient, avec la poursuite des hostilités, de plus en plus assimilés à la politique de répression britannique. Le nombre de démissions augmenta fortement et le recrutement en Irlande devint extrêmement difficile. Les membres de la RIC étaient parfois obligés d'acheter de la nourriture sous la menace d'une arme car de nombreux magasins refusaient de commercer avec eux. Certains membres de la RIC coopéraient avec l'IRA sous la menace ou par sympathie en fournissant à l'organisation de précieuses informations. En 1919, 11 policiers de la RIC et 4 hommes de la Dublin Metropolitan Police avaient été tués et 20 autres avaient été blessés.
D'autres aspects de la mobilisation populaire incluaient des mouvements de grève organisés par les ouvriers en opposition à la présence britannique en Irlande. À Limerick, une grève générale fut organisée en avril 1919 à l'appel des organisations salariales pour protester contre la mise de la ville sous l'égide du Defence of the Realm Act en tant que Special Military Area. Des permis spéciaux, délivrés par la RIC, étaient nécessaires pour entrer dans la ville. Les comités de grèves contrôlèrent la ville durant 14 jours dans ce qui fut désigné comme le « Soviet de Limerick ».
De même, en mai 1920, les dockers de Dublin refusèrent de décharger les matériels militaires et furent rejoints par les syndicats ferroviaires qui interdisaient aux chauffeurs de transporter les soldats britanniques. Des conducteurs de trains britanniques durent les remplacer. La grève handicapa les mouvements de troupes britanniques jusqu'à son arrêt en décembre 1920. Le gouvernement britannique parvint à faire cesser cette situation en menaçant de bloquer les salaires des ouvriers.

### Effondrement de l'administration britannique
Au début du mois d'avril 1920, 400 casernes abandonnées de la RIC furent incendiées pour empêcher leur réutilisation ainsi qu'une centaine de bureaux des impôts. Cela eut deux conséquences.
Premièrement, la RIC abandonna les campagnes en les laissant entre les mains de l'IRA. En juin-juillet 1920, les Assizes furent annulées dans tout le pays car aucun juré ne se présentait à l'audience. L'effondrement du système judiciaire démoralisa la RIC et de nombreux policiers démissionnèrent. L'Irish Republican Police (IRP) fut fondée entre avril et juin 1920 sous l'autorité du Dáil Éireann et de l'ancien chef de l'IRA, Cathal Brugha, afin de remplacer la RIC et faire appliquer les décisions des cours de justice irlandaises. À la fin de l'année 1920, l'IRP était présente dans 21 des 32 comtés d'Irlande. Les cours irlandaises étaient généralement conservatrices, en dépit de leurs origines révolutionnaires et elles mirent fin aux tentatives de redistributions des terres.
Deuxièmement, les impôts cessèrent d'être collectés dans la plus grande partie de l'Irlande. Les habitants étaient encouragés à souscrire à l'« Emprunt National » de Collins destiné à lever des fonds pour le nouveau gouvernement et son armée. À la fin de l'année, l'emprunt avait rapporté 358 000 £ et atteignit finalement 380 000 £. En parallèle, cinq millions de livres furent levés parmi les Irlando-Américains pour financer la République. Les taxes locales étaient toujours payées aux conseils locaux mais neuf d'entre eux étaient contrôlés par le Sinn Féin qui, naturellement, refusait de transmettre l'argent au gouvernement britannique. Ainsi, au milieu de l'année 1920, la république d'Irlande était une réalité dans la vie de nombreux habitants, en collectant les impôts, en faisant appliquer les lois et entretenant sa propre armée. Le journal britannique à tendance libérale, The Nation écrivit en août 1920 que « le fait central de la situation actuelle en Irlande est que la république d'Irlande existe ».
Afin de reprendre le contrôle du pays, les forces britanniques avaient souvent recours à des représailles arbitraires contre les activistes républicains et la population civile. Une politique non officielle de représailles commença en septembre 1919 à Fermoy dans le Comté de Cork, lorsque 200 soldats britanniques pillèrent et brulèrent les principaux commerces de la ville en représailles à la mort de plusieurs d'entre eux lors d'un raid de l'IRA.
Arthur Griffith estima que durant les 18 premiers mois du conflit, les forces britanniques avaient mené 38 720 descentes dans des propriétés privées, arrêté 4 982 suspects, ouvert le feu à 1 604 reprises et tué 77 personnes dont des femmes et des enfants.
En mars 1920, Tomás Mac Curtain, maire de Cork et membre du Sinn Féin, fut abattu chez lui sous les yeux de sa femme par des hommes cagoulés qui rentrèrent dans la caserne locale. Le jury du procès condamna David Lloyd George (le premier ministre) et l'inspecteur Swanzy pour meurtre de sang froid. Swanzy fut par la suite exécuté à Lisburn dans le comté d'Antrim. Ce schéma de meurtres et de vengeances se généralisa à partir du milieu de l'année 1920.

### Organisation et opérations de l'IRA
Michael Collins était la principale force dirigeante du mouvement indépendantiste. Nominalement ministre des finances dans le gouvernement républicain et directeur du renseignement de l'IRA, il était activement impliqué dans la fourniture d'armes et de fonds aux unités de l'IRA ainsi que dans le choix des officiers. Il parvint à établir un réseau efficace d'espions parmi les membres sympathisants de la Dublin Metropolitan Police et dans d'autres branches de l'administration britannique. Il fallait cependant neutraliser la division G de la police qui était une petite unité chargée de repérer les nationalistes jusque-là inconnus des Britanniques. Collins mit en place l'unité des « douze apôtres » dont le seul but était d'éliminer les hommes de la division G et les autres espions britanniques à partir de juillet 1919.
Le chef d'état-major de l'IRA était Richard Mulcahy qui était responsable de l'organisation et du commandement des unités de l'IRA à travers le pays. En théorie, Collins et Mulcahy étaient responsables devant Cathal Brugha, le ministre de la défense du Dáil, mais en pratique Brugha n'avait qu'un rôle de superviseur. L'efficacité de l'IRA reposait également en grande partie sur ses chefs locaux (comme Liam Lynch, Tom Barry, Seán Moylan, ou Ernie O'Malley) qui organisaient les actions de guérilla, généralement de leur propre initiative. Durant la plus grande partie du conflit, les actions de l'IRA se concentrèrent autour de Munster et de Dublin.
Sur le papier, l'IRA comptait 100 000 membres mais Michael Collins estime que seuls 15 000 hommes servirent activement durant le conflit et seulement 3 000 étaient actifs en permanence. Il y avait également des organisations de soutien comme le Cumann na mBan (conseil des femmes irlandaises) et le Fianna Éireann (mouvement de jeunesse) qui renseignaient l'IRA et lui fournissaient des hébergements et de la nourriture. L'IRA bénéficiait d'un large soutien de la population civile qui refusait de renseigner la RIC et les militaires britanniques.
Lorsque Éamon de Valera revint des États-Unis, il demanda au Dáil que l'IRA cesse ses embuscades et ses assassinats qui permettaient aux Britanniques de dépeindre le groupe comme un mouvement terroriste et qu'il se batte contre les forces britanniques avec des méthodes conventionnelles. La proposition fut immédiatement rejetée.

### Loi martiale
Les britanniques répondirent à l'augmentation des violences en Irlande par un usage accru de la force. Réticents à déployer l'armée britannique en grand nombre, ils mirent en place deux unités paramilitaires pour soutenir la RIC. Les Black and Tans furent créés en janvier 1920 pour renforcer la RIC en pleine décomposition. Forte de 7 000 hommes, principalement des soldats britanniques démobilisés après la Grande Guerre, cette unité fut déployée en Irlande en mars 1920. Ses hommes, dont beaucoup étaient indisciplinés et psychiquement instables en raison de leurs traumatismes de guerre, gagnèrent rapidement une réputation de violence qui fit de lourds dégâts à l'autorité morale britannique en Irlande. En réponse aux actions de l'IRA, au cours de l'été 1920, les « Tans » brulèrent et pillèrent plusieurs villages irlandais dont Balbriggan, Trim, Templemore.
En juillet 1920, une autre unité de police paramilitaire, les « Auxiliaires » (Auxilliaries ou Auxies) formée par 2 215 anciens officiers britanniques arriva en Irlande. Cette unité était aussi violente envers la population civile que les Tans mais tendait à être plus efficace. La politique de répression, officiellement niée mais secrètement encouragée fut moquée par Hugh Cecil qui déclara : « Il semble convenu que cette répression n'existe pas mais elle produit de bons résultats ». Le 9 août 1920, le parlement britannique vota le Restoration of Order in Ireland Act qui suspendait tous les tribunaux irlandais du fait du grand nombre de mandats d'accusation émis contre les soldats britanniques et les remplaçait par des cours militaires d'enquête. De plus, les pouvoirs des cours martiales étaient étendus à toute la population et elles recevaient le droit de condamner à mort et d'incarcérer sans procès. Cela fut interprété par les historiens comme la preuve que le premier ministre David Lloyd George cherchait à écraser le soulèvement au lieu de négocier. En conséquence, la violence augmenta fortement après cet été.

### Escalade, octobre-décembre 1920

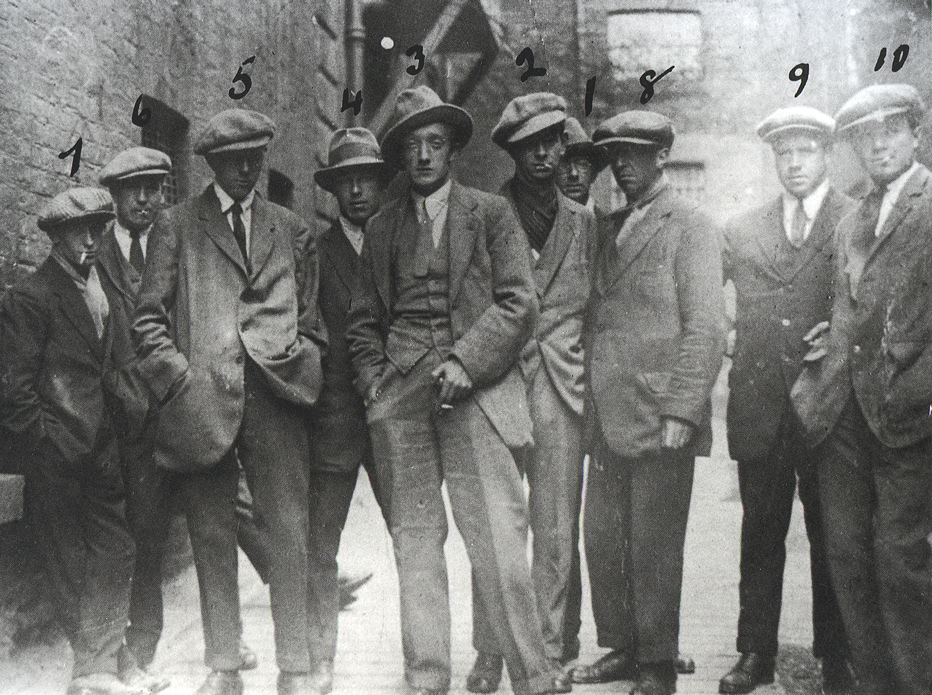
Le Gang du Caire fournissait des renseignements aux britanniques sur les activités de l'IRA. La plupart furent assassinés le 21 novembre 1920.

Plusieurs événements aggravèrent fortement la situation à la fin de l'année 1920. Le maire de Cork, Terence MacSwiney mourut lors d'une grève de la faim dans la prison de Brixton à Londres tandis que deux autres prisonniers de l'IRA, Joe Murphy et Michael Fitzgerald moururent également des suites d'une grève de la faim dans la prison de Cork. Le 21 novembre 1920, l'IRA tua 14 personnes à Dublin et en blessa 5 autres. Les victimes étaient des officiers britanniques, des policiers et des civils qui faisaient partie du « Gang du Caire » et qui renseignaient les britanniques sur les activités de l'IRA.
En réponse, les Auxiliaires se rendirent en camions au Croke Park durant un match de football et tirèrent dans la foule. Il y eut 14 morts et 65 blessés. Le jour même, deux prisonniers républicains Dick McKee, et Peadar Clancy ainsi qu'un ami non impliqué dans l'IRA, Conor Clune qui avait été arrêté en même temps furent exécutés au château de Dublin. Le rapport officiel précisa que les hommes avaient été abattus alors qu'ils « tentaient de s'échapper »,. Ce jour devint connu sous le nom de Bloody Sunday.
Le 28 novembre, une semaine seulement après le Bloody Sunday de Dublin, une unité de l'IRA menée par Tom Barry tendit une embuscade à une patrouille d'Auxiliaires à Kilmichael dans le Comté de Cork et tua 17 des 18 hommes de la patrouille.
Ces actions marquèrent une escalade importante des violences. En réponse, les comtés de Cork, Kerry, Limerick et de Tipperary, tous situés dans la province de Munster furent placés sous loi martiale le 10 décembre. Peu après, en janvier 1921, les « représailles officielles » furent acceptées par les britanniques et ils commencèrent par brûler sept maisons à Midleton.
Le 11 décembre, le centre-ville de Cork fut incendié par les Black and Tans en représailles à une embuscade de l'IRA dans la ville. Les Tans tirèrent ensuite sur les pompiers venus pour éteindre l'incendie.

### Paroxysme des violences, décembre 1920 – juillet 1921
Durant les huit mois qui précédèrent la trêve de juillet 1921, le nombre des victimes monta en flèche avec près de 1 000 morts parmi les civils, les militaires britanniques, la police et les volontaires de l'IRA uniquement entre janvier et juin 1921. Cela représentait environ 70 % de tous les morts du conflit. De plus, 4 500 activistes de l'IRA (ou suspectés de l'être) étaient emprisonnés à cette période. Au milieu de ces violences, le Dáil déclara formellement la guerre au Royaume-Uni en mars 1921.
Entre le 1er novembre 1920 et le 7 juin 1921, 24 hommes furent exécutés par les britanniques. Le premier Volunteer de l'IRA à avoir été exécuté fut Kevin Barry, l'un des Forgotten Ten qui furent enterrés dans des tombes anonymes dans un sol non consacré à l'intérieur de la Prison de Mountjoy.
Le 19 mars 1921, les 100 hommes de l'unité de l'IRA menée par Tom Barry organisèrent une embuscade de grande ampleur contre 1 200 soldats britanniques. L'unité manqua de se faire encercler par des renforts britanniques mais parvint à tuer 30 soldats tout en n'ayant eu que 6 morts. Deux jours plus tard, l'IRA attaqua un train près de Killarney. Vingt soldats britanniques furent tués ou blessés ainsi que deux hommes de l'IRA et trois civils. La plupart des actions de la guerre fut d'une moindre envergure. Il y eut également des échecs comme lors des attaques d'Upton et de Clonmult où 3 hommes de l'IRA furent tués et 12 capturés. La peur des espions après ces embuscades ratées menait souvent à des exécutions d'espions, réels ou imaginaires, au sein de l'IRA.

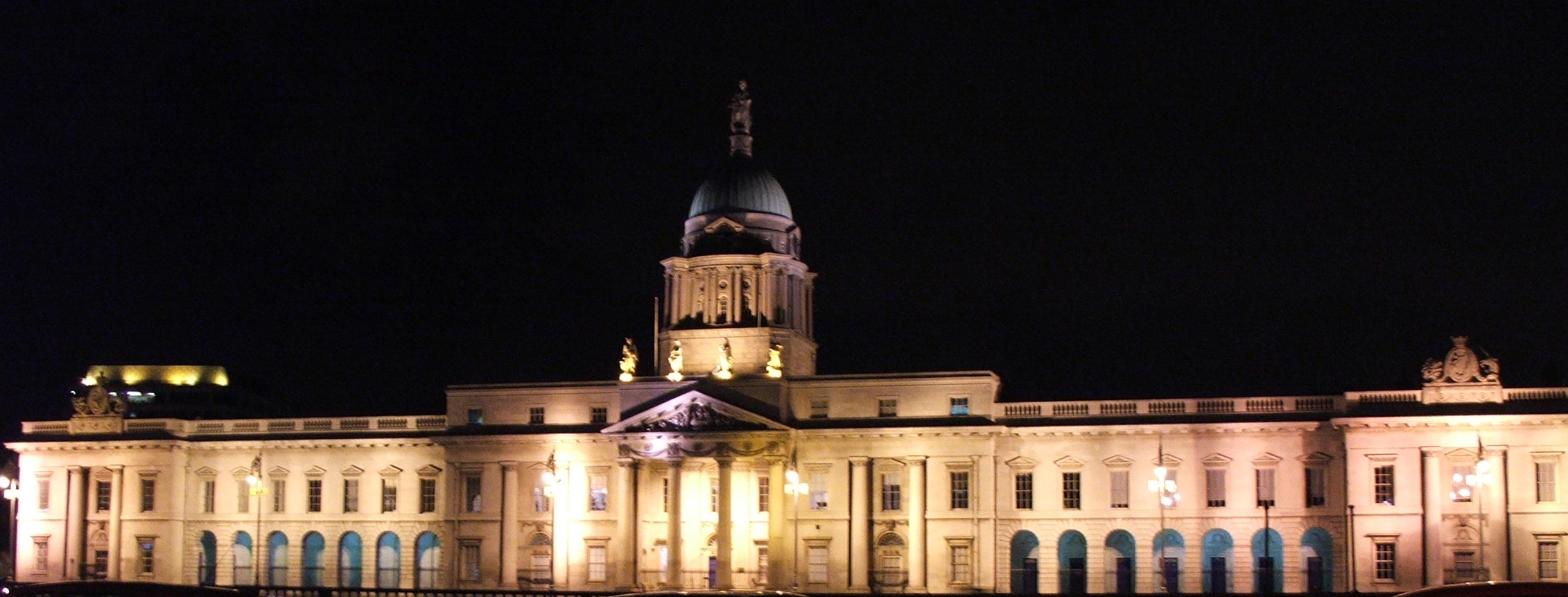
La Custom House de Dublin.
Elle fut incendiée par l'IRA en 1921 mais fut par la suite reconstruite.

La plus grande défaite de l'IRA eut lieu à Dublin le 25 mai 1921 lorsque plusieurs membres de la brigade de Dublin occupèrent et incendièrent la Custom House (le centre du gouvernement local en Irlande) dans le centre-ville. Symboliquement, il s'agissait de prouver que la domination britannique en Irlande était intenable. Cependant, d'un point de vue militaire, ce fut une catastrophe au cours de laquelle cinq hommes de l'IRA furent tués et 80 furent capturés. Cela prouva que l'IRA n'était pas suffisamment équipée ou entrainée pour s'attaquer aux forces britanniques de manière conventionnelle. Cela n'empêcha cependant pas l'IRA de mener 107 attaques dans la ville en mai et 93 en juin. En revanche à partir de juillet 1921, la plupart des unités de l'IRA commencèrent à manquer cruellement d'armes et de munitions.
Malgré tout, de nombreux historiens concluent que l'IRA avait mené une campagne de guérilla efficace qui força le gouvernement britannique à reconnaître que l'IRA ne pouvait pas être battue militairement.
L'échec des efforts britanniques à écraser la guérilla fut illustrée par les événements du « Black Whitsun » (Pentecôte Noire) les 13 et 15 mai 1921. Une élection générale au parlement d'Irlande du Sud fut tenue le 13 mai. Le Sinn Féin remporta 124 des 128 sièges du nouveau parlement mais ses membres refusèrent de siéger. Sous les termes du Government of Ireland Act, le parlement du Sud fut dissous et l'Irlande du Sud devint une colonie de la couronne administrée directement par Londres. Les deux jours suivants, l'IRA tua 15 policiers. Ces événements démontrèrent l'échec complet de la politique de coalition gouvernementale et l'impossibilité de parvenir à un accord sans négocier avec le Sinn Féin.
Au moment de la trêve, cependant, de nombreux dirigeants républicains, dont Michael Collins, étaient convaincus que si la guerre se prolongeait, il y avait une chance pour que la campagne de l'IRA entre dans une impasse. Par conséquent, il fut décidé de « porter la guerre sur le sol anglais ». Ainsi, 19 entrepôts des docks de Liverpool furent incendiés. Cependant, ces plans furent abandonnés après la signature de la trêve.

### Nord-Est de l'Irlande
Avec le Government of Ireland Act 1920 (édicté en décembre 1920), le gouvernement britannique tenta de résoudre le conflit en créant deux parlements en Irlande, l'un en Irlande du Nord et l'autre dans le Sud. Le Dáil Éireann ignora cette décision en considérant que la République irlandaise existait déjà mais les unionistes au nord acceptèrent et se préparèrent à former leur propre gouvernement. Dans cette partie de l'Irlande, à majorité protestante et unioniste, il y eut également des violences mais d'un type différent de celles du sud. Dans le sud et l'est, le conflit opposait l'IRA aux forces britanniques tandis que dans le nord-est et particulièrement à Belfast, une véritable guerre interconfessionnelle éclata entre les catholiques, majoritairement nationalistes et les protestants largement unionistes.

#### Été 1920

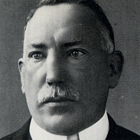
James Craig

Même si les attaques de l'IRA étaient moins fréquentes dans le nord-est, les unionistes commencèrent à se considérer comme assiégés par les nationalistes catholiques qui semblaient avoir pris le contrôle du reste de l'Irlande. Ainsi, James Craig écrivit en 1920 : « Les militants loyalistes ont décidé de passer à l'action… Ils voient que la situation est vraiment désespérée et qu'à moins d'une action immédiate du gouvernement, il faudrait qu'ils réfléchissent à des moyens de mettre en place un système de représailles 'organisé' contre les rebelles ».
Le 19 juin, une semaine d'émeutes interconfessionnelles commença à Derry et coûta la vie à 18 personnes. Le 17 juillet 1920, le colonel britannique Gerald Smyth fut assassiné par l'IRA dans le County Club de Cork en réponse au discours prononcé devant les policiers de Listowel qui refusaient d'avancer en zone urbaine, dans lequel il aurait déclaré que « il se peut que vous fassiez des erreurs et que des personnes innocentes soient abattues mais cela ne peut être empêché. Aucun policier ne sera inquiété pour avoir tiré sur quelqu'un »,. Smyth était originaire de Banbridge dans le comté de Down dans le nord-est et son meurtre entraîna des représailles sur les catholiques de Banbridge et de Dromore. Le 21 juillet 1920, en partie en réponse à la mort de Smyth et en partie du fait de la compétition pour le travail dans un contexte de fort taux de chômage, les loyalistes entrèrent dans le chantier naval Harland and Wolff et forcèrent 7 000 ouvriers catholiques et protestants modérés à quitter les lieux. Des émeutes religieuses éclatèrent alors dans tout Belfast et Derry et coutèrent la vie à 40 personnes.
Le 22 août 1920, l'inspecteur Swanzy de la RIC fut tué par les membres de l'IRA de Cork alors qu'il quittait l'église de Lisburn. Swanzy était accusé du meurtre du maire de Cork, Tomás Mac Curtain. En réponse, les loyalistes locaux incendièrent les quartiers résidentiels catholiques de Lisburn et détruisirent 300 maisons. Si plusieurs personnes furent par la suite jugés pour les incendies, sur le moment rien ne semble avoir été fait pour mettre fin aux attaques. Michael Collins organisa, sur une suggestion de Seán MacEntee, un boycott des produits de Belfast qui fut approuvé par le Dáil durant l'été.

#### Printemps 1921
Après une accalmie au nord lors de l'hiver, les assassinats s'intensifièrent au printemps. Les unités de l'IRA basées en Irlande du Nord reçurent l'ordre de Dublin d'accroître les attaques comme cela était le cas dans le reste du pays. Cela entraina mécaniquement un raidissement des loyalistes. Par exemple, en avril 1921, l'IRA de Belfast tua deux Auxiliaires et la même nuit, deux catholiques furent exécutés. Le 10 juillet, l'IRA tendit une embuscade à une patrouille britannique, la semaine suivante, 16 catholiques furent tués et 216 maisons appartenant à des catholiques furent incendiées, événements connus sous le nom de « Bloody Sunday de Belfast ».
Les assassinats menés par le côté loyaliste furent largement réalisés par l'Ulster Volunteer Force (UVF) avec l'aide présumée de la RIC et les unités auxiliaires, Ulster Special Constabulary ou « B-Specials ». Les membres du Special Constabulary (mis en place en septembre 1920) étaient largement recrutés au sein de l'Ulster Volunteer Force et de l'Ordre d'Orange. En mai, James Craig arriva à Dublin pour rencontrer le Lord lieutenant d'Irlande, Lord Fitzalan, et fut transporté clandestinement par l'IRA à travers la ville pour y rencontrer Éamon de Valera. Les deux dirigeants discutèrent de la possibilité d'une trêve en Ulster et d'une amnistie pour les prisonniers. Craig proposa un compromis basé sur le Government of Ireland Act, avec une indépendance limitée pour le sud et une autonomie pour le nord fondée sur la Home Rule. Cependant les discussions n'aboutirent à rien et les violences au nord continuèrent.

### Guerre de propagande, Été 1921

Le drapeau irlandais trouve son origine dans le mouvement Young Ireland au XIXe siècle.

Le drapeau du Lord lieutenant d'Irlande était basé sur l'Union Jack britannique.

Un autre aspect du conflit fut l'emploi de la propagande par les deux camps.
Les Britanniques tentèrent de dépeindre l'IRA comme un mouvement anti-protestant afin d'encourager le loyalisme des protestants irlandais. Par exemple, dans les communiqués, ils faisaient toujours mention de la religion des espions ou des collaborateurs tués par l'IRA si ces derniers étaient protestants mais pas s'ils étaient catholiques (ce qui était plus souvent le cas) donnant l'impression, en Irlande et ailleurs que l'IRA massacrait les protestants. À l'été 1921, une série d'articles intitulés « Ireland under the New Terror, Living Under Martial Law » furent publiés dans un journal londonien. S'ils prétendaient présenter la situation en Irlande sous un aspect impartial, ils présentaient l'IRA sous une lumière très défavorable comparée aux forces britanniques. En réalité, l'auteur, Ernest Dowdall était un Auxiliaire et la série d'articles avait été créée par le « Dublin Castle Propaganda Department » (mis en place en août 1920) pour influencer l'opinion publique de plus en plus consternée par le comportement de ses unités en Irlande. Le gouvernement britannique rassembla également des renseignements concernant la liaison entre le Sinn Féin et l'Union soviétique pour essayer de démontrer que le Sinn Féin était un mouvement crypto-communiste.
La hiérarchie catholique était critique envers les violences des deux camps mais l'était plus envers l'IRA et poursuivait une longue tradition de condamnation du militantisme républicain. L'évêque de Kilmore, Dr Finnegan déclara : « Toute guerre… pour être juste et légale doit être soutenue par un grand espoir de succès. Quel espoir de succès avez vous contre les forces puissantes de l'Empire britannique ? Aucun… et toute vie prise dans cet objectif est un meurtre ». Thomas Gilmartin, l'archevêque de Tuam déclara que les hommes de l'IRA qui prenaient part aux embuscades « avaient brisé la trêve de Dieu et encouraient le châtiment divin pour leurs crimes ». Cependant, en mai 1921, le pape Benoît XV consterna le gouvernement britannique lorsqu'il publia une lettre exhortant les « Anglais et les Irlandais à considérer calmement les moyens de parvenir à un accord réciproque » alors que le gouvernement espérait une condamnation de la rébellion. Il déclara que cette lettre « plaçait le Gouvernement de Sa Majesté sur le même plan qu'un gang de meurtriers irlandais ».
Desmond FitzGerald et Erskine Childers étaient actifs dans la rédaction de l'Irish Bulletin qui détaillait les atrocités gouvernementales que les journaux irlandais ou britanniques ne voulaient ou ne pouvaient pas rapporter. Il était imprimé clandestinement et distribué dans toute l'Irlande et aux agences de presse internationales.
Si la guerre avait rendu la majorité de l'Irlande ingouvernable à partir du début des années 1920, elle n'avait pas permis de chasser les troupes britanniques de l'Irlande. Le succès de la propagande du Sinn Féin permit cependant d'empêcher l'administration britannique d'accroitre la répression. En 1921, Winston Churchill, alors secrétaire d'État aux colonies rapporta : « Quelle était l'alternative ? Il s'agissait de plonger un petit coin de l'Empire dans une répression féroce, qui ne pourrait pas être menée sans une bonne dose de meurtres… Seul le salut de la nation aurait pu excuser une telle politique et aucun homme raisonnable n'aurait pu avancer que le salut national était en jeu ».

## Trêve, juillet 1921-décembre 1921
La guerre d'indépendance en Irlande se termina par une trêve signée le 11 juillet 1921. Le conflit était arrivé à une impasse. Les discussions qui semblaient prometteuses l'année précédente étaient tombées à l'eau en décembre lorsque David Lloyd George insista pour que l'IRA rende les armes en préliminaire à toute trêve.
De nouvelles discussions, après que le premier ministre eut été mis sous pression par le parti travailliste et le Trades Union Congress, reprirent au printemps et aboutirent à la trêve.
Du point de vue du gouvernement britannique, il apparaissait que la guerre de guérilla de l'IRA pouvait continuer indéfiniment avec des coûts croissants en vie et en argent pour le Royaume-Uni. De plus, le gouvernement devait faire face à des critiques sévères de la part des gouvernements étrangers.
Le 6 juin, les Britanniques firent un pas vers le compromis en appelant la police à cesser l'incendie de maisons comme méthode de représailles. De l'autre côté, les leaders de l'IRA et en particulier Michael Collins sentaient que l'IRA telle qu'elle était organisée ne pourrait continuer ses actions indéfiniment. Elle était menacée par le déploiement de plus en plus de soldats britanniques en Irlande et par le manque d'armes et de munitions.
Les percées initiales qui menèrent à la trêve sont attribuées à trois personnes : Le roi George V, le général Jan Smuts d'Afrique du Sud et le premier ministre David Lloyd George. Le roi, qui avait bien fait comprendre à son gouvernement son mécontentement vis-à-vis du comportement des Black and Tans en Irlande, était insatisfait du discours officiel préparé pour lui pour l'ouverture du nouveau Parlement d'Irlande du Nord créé en résultat de la partition de l'île. Smuts, un ami proche du roi, lui suggéra de saisir l'opportunité pour appeler à la conciliation en Irlande. Le roi lui demande de mettre ses idées sur le papier et Smuts prépara un discours qu'il transmit au roi et à Lloyd George. Le discours délivré à Belfast le 22 juin fut bien accueilli par tous les partis. Il appelait « tous les Irlandais à faire une pause, à tendre la main à l'indulgence et à la conciliation, à pardonner et à oublier et à se rassembler pour la terre qu'ils aiment et initier une nouvelle ère de paix, de satisfaction et de bonne volonté ».
Le 24 juin 1921, le gouvernement de coalition britannique décida d'entamer des discussions avec le chef du Sinn Féin. Les libéraux et les unionistes au sein de la coalition pensaient qu'offrir d'ouvrir des négociations renforcerait la position du gouvernement dans le cas où le Sinn Féin refuserait de négocier. Austen Chamberlain, le nouveau chef du parti unioniste déclara que « le discours du roi devait être considéré comme une dernière tentative de paix avant d'appliquer la loi martiale dans ses conditions les plus strictes ». Saisissant l'occasion, Lloyd George écrivit à Éamon de Valera en tant que « leader désigné de la grande majorité en Irlande du Sud » le 24 juin pour lui suggérer une rencontre. Les nationalistes acceptèrent et les deux hommes s'accordèrent sur une trêve destinée à mettre fin aux combats et à poser les bases de négociations ultérieures. Les termes furent signés le 9 juillet et entrèrent en application le 11 juillet. L'ouverture des négociations de paix furent cependant retardées de plusieurs mois car le gouvernement britannique insistait pour que l'IRA rende les armes mais cette demande fut finalement abandonnée. Il fut également convenu que les troupes britanniques seraient cantonnées dans leurs casernes.
La plupart des officiers de l'IRA sur le terrain considéraient la trêve comme un simple répit et continuaient de recruter et d’entraîner des volontaires. Les attaques contre la RIC et l'armée britannique ne cessèrent cependant pas. Entre décembre 1921 et février 1922, il y eut 80 attaques contre la RIC qui causèrent 12 morts. Le 18 février 1922, l'unité de l'IRA d'Ernie O'Malley attaqua les casernes de la RIC à Clonmel et firent 40 prisonniers et capturèrent 600 armes. En avril 1922, au cours du massacre de Dunmanway, l'IRA de Cork tua 10 protestants suspectés d'espionnage en représailles de l'exécution d'un de leurs hommes. Plus de 100 familles protestantes quittèrent la zone après le massacre.
La poursuite des opérations armées par de nombreux leaders de l'IRA fut l'un des facteurs déclencheurs de la guerre civile irlandaise car elle sous-entendait le refus du traité anglo-irlandais que Michael Collins et Arthur Griffith avaient négocié avec les britanniques.

## Traité, décembre 1921-mars 1922

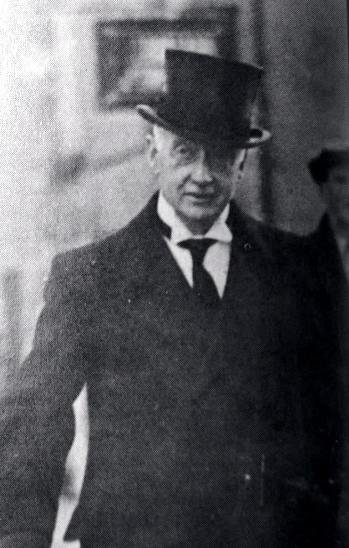
William T. Cosgrave
Premier chef d'état de l'État libre.

Finalement, les négociations de paix menèrent aux discussions du traité anglo-irlandais (6 décembre 1921) qui fut signé en trois exemplaires par le Dáil Éireann, le 7 janvier 1922, par la chambre des communes d'Irlande du Sud (représentant légal de l'Irlande pour les britanniques) et par les deux chambres du parlement britannique.
Le traité autorisait l'Irlande du Nord, qui avait été créée par le Government of Ireland Act 1920, à décider de ne pas faire partie de l'État libre d'Irlande si elle le souhaitait, ce qu'elle fit le 8 décembre 1921. Comme prévu, une Irish Boundary Commission (Commission de la frontière irlandaise) fut créée pour définir le tracé exact de la frontière entre l'État libre et l'Irlande du Nord. Les négociateurs républicains pensaient que la commission redessinerait la frontière selon les majorités unionistes ou nationalistes. Comme les élections locales de 1920 avaient créé des majorités absolues pour les nationalistes dans les comtés de Fermanagh, de Tyrone, d'Armagh et de Londonderry ainsi que dans la ville de Derry (tous au nord et à l'ouest de la frontière provisoire), cela aurait pu rendre l'Irlande du Nord non viable. Par conséquent, les britanniques décidèrent de conserver la frontière provisoire et en échange de ne pas réclamer à l'État libre l'argent qu'il devait au Royaume-Uni d'après les termes du traité anglo-irlandais.
Un nouveau système de gouvernement fut créé pour le nouvel état irlandais même si durant la première année, deux gouvernements coexistaient. Un Aireacht responsable devant le Dáil et dirigé par le président Griffith et un gouvernement provisoire nominalement responsable devant la chambre des communes d'Irlande du Sud et nommé par le Lord Lieutenant d'Irlande.
La plupart des chefs de file du mouvement indépendantiste étaient prêts à accepter le compromis, du moins pour le moment, même si de nombreux militants républicains ne l'étaient pas.
À l'inverse, une majorité des combattants de l'IRA, menée par Liam Lynch, refusa d'accepter le traité. En mars 1922, ils rejetèrent l'autorité du Dáil et du nouveau gouvernement irlandais qu'ils accusaient d'avoir trahi l'idéal d'une République Irlandaise. L'IRA brisa également le serment d'allégeance que le Dáil avait institué le 20 août 1919. L'IRA anti-traité était soutenue par l'ancien président de la République, Eamon de Valera et les ministres Cathal Brugha et Austin Stack.

## Naissance sanglante de l'Irlande du Nord

### Juillet 1921-juillet 1922
Si la trêve mit presque fin aux combats dans le sud, au nord les violences et les tueries continuèrent en s'intensifiant jusqu'à l'été 1922. À Belfast, 16 personnes furent tuées dans les deux jours qui suivirent la signature de la trêve. Les violences se produisaient par bouffées comme les attaques sur les catholiques et les protestants étaient rapidement suivies par des représailles de l'autre communauté. Ainsi 20 personnes moururent lors de combats de rues et d'assassinats les 29 août et 1er septembre 1921 et 30 autres entre le 21 et le 25 novembre. Les loyalistes avaient pris l'habitude de tirer et de lancer des bombes au hasard dans les quartiers catholiques et l'IRA répondait en posant des bombes dans les tramways utilisés par les protestants pour aller travailler.
De plus, en dépit de l'acceptation par le Dáil du traité anglo-irlandais en janvier 1922, qui confirmait l'existence de l'Irlande du Nord, il y eut des affrontements entre l'IRA et les forces britanniques le long de la nouvelle frontière dès le début de l'année 1922. Plusieurs membres de l'IRA furent arrêtés à Derry alors qu'ils s'y rendaient en tant que membres de l'équipe de football gaélique de Monaghan. En représailles, Michael Collins prit 42 loyalistes en otages à Fermanagh et Tyrone. Peu après cet incident, un groupe de B-Specials fut opposé à une unité de l'IRA à Clones en Irlande du Sud. Le chef de l'unité de l'IRA fut tué ainsi que plusieurs membres de la police. Le retrait des troupes britanniques d'Irlande fut temporairement interrompu à la suite de cet incident.
En dépit de la mise en place de la Border Commission pour servir d'intermédiaire entre les deux camps à la fin du mois de février, l'IRA attaqua trois casernes britanniques le long de la frontière en mars. Toutes ces actions provoquèrent des assassinats en représailles à Belfast. Dans les deux jours qui suivirent le kidnapping de Fermanagh, 30 personnes furent tués dans la ville. En mars, il y en eut 60. En avril, 30 personnes perdirent la vie dont six catholiques tués par des policiers en uniforme.
Winston Churchill organisa une rencontre entre Collins et James Craig le 21 janvier 1922 et le boycott par le sud des produits de Belfast fut levé, mais fut réintroduit quelques semaines plus tard. Les deux leaders se rencontrèrent à plusieurs reprises mais en dépit d'une déclaration selon laquelle la « Paix est déclarée » le 30 mars, les violences continuèrent.

### Échec des offensives de l'IRA
Entre juin et avril 1922, Collins lança une offensive de guérilla contre l'Irlande du Nord. À ce moment, l'IRA était divisée sur la question du traité anglo-irlandais mais les pro et les anti-traités furent impliqués dans les opérations. Certaines armes envoyées par les britanniques pour équiper la nouvelle armée irlandaise étaient en fait données à des unités de l'IRA. Cependant, l'offensive, déclenchée par une série d'attaques au Nord les 17 et 19 mai se révéla finalement être un échec. Un rapport de la brigade de l'IRA à Belfast conclura que continuer les opérations était « futile et stupide… le seul résultat de ces attaques était de mettre la population catholique à la merci des Specials ».
Le 22 mai, après l'assassinat du politicien unioniste William Twaddell, 350 membres de l'IRA furent arrêtés à Belfast décapitant l'organisation dans la ville. Le plus grand affrontement arriva en juin lorsque les troupes britanniques utilisèrent l'artillerie pour déloger une unité de l'IRA du village de Pettigo en faisant 7 morts, 6 blessés et 4 prisonniers. Ce fut le dernier grand affrontement entre l'IRA et les forces britanniques durant la période 1919-1922. Le cycle des représailles continua cependant avec 75 morts en mai à Belfast et 30 en juin. De nombreux catholiques fuirent les violences et se réfugièrent à Glasgow et Dublin.
Michael Collins tenait le maréchal (puis parlementaire de l'Ulster), Henry Hughes Wilson pour responsable des attaques contre les catholiques au nord et aurait pu être à l'origine de son assassinat en juin 1922 même si le commanditaire reste mystérieux. Cet événement aida au déclenchement de la guerre civile irlandaise. Winston Churchill insista en effet pour que Collins prenne des mesures contre l'IRA anti-traité qu'il tenait pour responsable. Le début de la guerre civile au sud mit fin aux violences dans la nord en démoralisant l'IRA de l'Ulster et en détournant l'attention de l'organisation de la question de la partition. Après la mort de Collins en août 1922, le nouvel État libre d'Irlande mit un terme à sa politique d'agression envers l'Irlande du Nord.

## Victimes

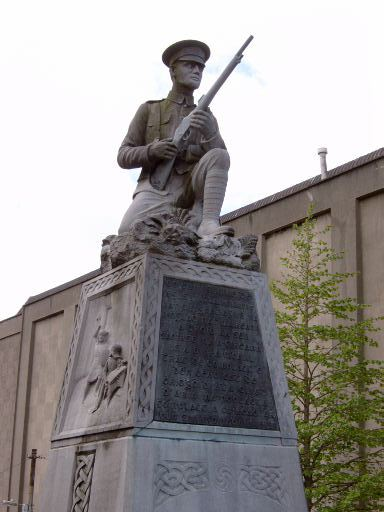
Monument dédié aux soldats de l'IRA, Phibsborough, Dublin.

Le nombre total de morts causés par la guerre de guérilla de 1919-1921 entre les républicains et les forces britanniques dans ce qui deviendra l'État libre d'Irlande est d'environ 1 400. Parmi ceux-ci, 363 étaient des policiers, 261 étaient des soldats britanniques, environ 550 étaient des Volunteers de l'IRA (dont les 24 exécutions officielles) et environ 200 étaient des civils,. D'autres sources donnent des chiffres plus élevés.
557 personnes moururent dans ce qui allait devenir l'Irlande du Nord entre juillet 1920 et juillet 1922. Ce chiffre est généralement compté à part des pertes au sud car la plupart de ces morts eurent lieu après la trêve du 11 juillet qui mit fin aux combats dans le reste de l'île. Parmi ces morts, entre 303 et 340 étaient des civils catholiques, entre 172 et 196 étaient des civils protestants, 35 étaient des hommes de l'IRA et 82 étaient des personnels des forces britanniques (38 de la RIC et 44 de l' Ulster Special Constabulary). La majorité des violences eurent lieu à Belfast où 452 personnes furent tués.
Les nationalistes irlandais ont avancé que la violence au nord représentait un pogrom contre leur communauté car 58 % des victimes étaient catholiques alors qu'ils ne représentaient que 35 % de la population. L'historien Alan Parkinson a cependant avancé que le terme de « pogrom » était « inutile et trompeur pour expliquer les événements de la période » car la violence n'était pas à sens unique.

## Évacuation des forces britanniques
En octobre 1921, l'armée britannique en Irlande comptait 57 000 hommes et était soutenue par 14 200 policiers de la RIC et par 2 600 hommes des Black and Tans et des Auxiliaires. L'évacuation planifiée de longue date des casernes d'Irlande du Sud était organisée par le général Macready et commença le 12 janvier 1922 après la ratification du traité anglo-irlandais. Il s'agissait d'une vaste opération logistique qui dura presque une année. La RIC parada pour la dernière fois le 4 avril et fut dissoute le 31 aout. À la fin du mois de mai, les troupes restantes étaient concentrées dans Dublin, Cork et Kildare. Les tensions qui menèrent à la guerre civile étaient palpables et l'évacuation fut alors suspendue. Le 17 décembre 1922, les Casernes Royales de Dublin (aujourd'hui le Musée national d'Irlande) furent transférées au général Mulcahy et la garnison quitta la ville le soir même.

## Indépendance et guerre civile

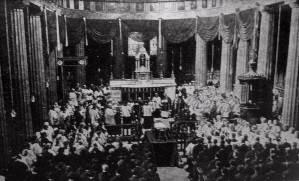
Funérailles de Michael Collins
Pro-cathédrale Sainte-Marie de Dublin, août 1922.

Tandis que les violences au nord faisaient toujours rage, le Sud de l'Irlande était préoccupé par la scission de l'IRA à propos du traité anglo-irlandais. En avril 1922, un comité d'officiers de l'IRA désavoua le traité et l'autorité du gouvernement provisoire créé pour le mettre en place. Ces républicains considéraient que le Dáil n'avait pas le droit de dé-instituer la République Irlandaise. Un groupe de jusqu'au-boutistes de l'IRA anti-traité occupa plusieurs bâtiments publics de Dublin dans une tentative pour abattre le traité et relancer la guerre avec les britanniques. Désespéré de ne pas pouvoir faire vivre le nouvel État libre d'Irlande et sous la pression britannique, Michael Collins attaqua les militants anti-traité à Dublin le 28 juin 1922, ce qui déclencha une vague d'affrontements dans toute l'Irlande.
La guerre civile irlandaise qui en découla dura du 28 juin 1922 au 24 mai 1923 et coûta la vie à de nombreux dirigeants du mouvement indépendantiste dont le chef du gouvernement provisoire Michael Collins, l'ancien ministre Cathal Brugha et les opposants au traité, Rory O'Connor, Harry Boland, Liam Mellows et bien d'autres. Le nombre de victimes n'a pu jamais être chiffré avec certitude mais il dépasse sans doute celui de la guerre d'indépendance.
À la suite de la mort de Griffith (des suites d'un accident vasculaire cérébral), et de Collins, William T. Cosgrave devint le chef de l’État. Le 6 décembre 1922, après la création officielle de l'État libre d'Irlande, il devint président du conseil exécutif à la tête du premier gouvernement irlandais internationalement reconnu.
La guerre civile s'acheva en 1923 avec la défaite des anti-traités.
Un mémorial appelé le Garden of Remembrance (Jardin du Souvenir) fut inauguré à Dublin le 50e anniversaire de l'Insurrection de Pâques.
Dan Keating était le dernier survivant du conflit où il avait combattu pour l'IRA et est mort en octobre 2007 à l'âge de 105 ans.

## Filmographie

### Cinéma
- 1929 : The Informer d'Arthur Robison
- 1934 : The Key de Michael Curtiz
- 1936 : L'Ennemie bien-aimée de H. C. Potter
- 1959 : L'Épopée dans l'ombre de Michael Anderson
- 1996 : Michael Collins de Neil Jordan
- 2006 : Le vent se lève de Ken Loach

### Télévision

#### Série
- 2016 : Rebellion